# Edward Heffron
Edward James Heffron, född 16 maj 1923 i Philadelphia, Pennsylvania, död 1 december 2013 i Stratford, New Jersey, var en amerikansk fallskärmsjägare under andra världskriget i kompaniet Easy Company i 101st Airborne Division. Heffron gestaltades av Robin Laing i TV-miniserien Band of Brothers. Han skrev Brothers in Battle, Best of Friends: Two WWII Paratroopers from the Original Band of Brothers Tell Their Story med sin veterankamrat William Guarnere och journalisten Robyn Post.

## Biografi
Heffron föddes i södra Philadelphia och var det tredje barnet av fem. Den 7 november 1942 ansökte Heffron till  fallskärmsjägarna.